# Lake McMurray
Lake McMurray az Amerikai Egyesült Államok északnyugati részén, Washington állam Skagit megyéjében elhelyezkedő település.
Lake McMurray önkormányzattal nem rendelkező, úgynevezett statisztikai település; a Népszámlálási Hivatal nyilvántartásában szerepel, de közigazgatási feladatait Skagit megye látja el. A 2010. évi népszámlálási adatok alapján 192 lakosa van.
A települést 1890-ben, a vasútvonal meghosszabbításakor alapították. McMurray postahivatala 1890 és 1945 között működött. A helység és a szomszédos McMurray-tó nevét egy telepesről kapta.

## Népesség
A település népességének változása:
| Lakosok száma | 200  | 192  | 382  |
|               | 2000 | 2010 | 2020 |

## Fordítás
- Ez a szócikk részben vagy egészben  a   Lake McMurray, Washington című angol Wikipédia-szócikk ezen változatának fordításán alapul.  Az eredeti cikk szerkesztőit annak laptörténete sorolja fel. Ez a jelzés csupán a megfogalmazás eredetét és a szerzői jogokat jelzi, nem szolgál a cikkben szereplő információk forrásmegjelöléseként.